# 线叶菊
线叶菊（学名：Filifolium sibiricum）为菊科线叶菊属的植物。分布于远东、朝鲜、俄罗斯、日本以及中国大陆的辽宁、黑龙江、吉林、河北、内蒙古、山西等地，生长于海拔1,000米的地区，一般生于山坡草地，目前尚未由人工引种栽培。

## 别名
兔毛蒿（东北植物检索表）